# Liste des déesses de la guerre
Dans de nombreuses religions polythéistes, il existe des déesses de la guerre.

## Divinités mythologiques guerrières grecques et romaines
- Athéna et Minerve étaient les déesses de la guerre dans la Grèce antique et la Rome antique.
- Bellone dans mythologie romaine, identifiée avec la déesse grecque Ényo.
- Ényo est une déesse des batailles, étroitement associée à Arès.
- Niké qui personnifie la victoire.

## Asie et Orient
- Al-Lat Les Nabatéens lui rendaient un culte en l'identifiaient à Athéna ou Minerve.
- Ashera est souvent vue comme la version cananéenne de la déesse Athirat.
- Athtart est une divinité ougaritéenne de l'amour et de la guerre.
- Châmundâ est une déesse sanguinaire qui accepte les sacrifices humains dans l'hindouisme.
- Dourga la déesse des armes et des armées du panthéon hindou.
- Ishtar est le nom de la déesse de l’amour physique et de la guerre, régissant la vie et la mort, chez les Assyriens et les Babyloniens. Les Sumériens l'appelaient Inanna. Elle doit sa renommée à son activité culturelle et mythologique jamais égalée par une autre déesse du Moyen-Orient. Appelée Astarté, Ashtart ou encore Ashtereth dans la Bible hébraïque elle est une déesse de fertilité, de beauté, d'amour et de guerre.
- Kali est, dans l'hindouisme la déesse de la destruction.
- Marici dans la culture japonaise son rôle étant d'aider les guerriers à dépasser la notion d'intérêt, et à les détacher ainsi des choses matérielles, de la victoire ou de la défaite et même de leur propre existence
- Mînâkshî est dans l'hindouisme une princesse-déesse femme de Shiva.
- Shaushka ou Shaushga est une des principales déesses du panthéon hourrite. À l'origine Shaushka était une déesse de la guerre. Au contact des autres peuples du Proche-Orient, elle est devenue l'équivalent de la déesse Inanna/Ishtar des Mésopotamiens.

## Afrique
- Anat est une déesse guerrière des panthéons ouest-sémitiques de l'âge du bronze récent, elle tient d'une main une hache et de l'autre une lance et un bouclier.
- Ifri ou ifru, déesse libyque de la guerre, très influente en Afrique du Nord, était dans la religion libyque considérée comme la protectrice des marchands et figurait à ce titre sur les pièces de monnaie berbères. Pline l'Ancien fait savoir qu'en Afrique du Nord aucune décision n'est prise sans invoquer la déesse Ifri.
- Matit déesse lionne guerrière de la mythologie égyptienne.
- Neith fut à l'origine la déesse égyptienne de la chasse et de la guerre, puis elle devint celle de la création.
- Qadesh ou Qetesh est une déesse de la mythologie égyptienne, perse et phénicienne. Son nom signifie « sainteté »[1]. Elle est la grande déesse de la fécondité et de la guerre. Elle peut empêcher les conflits mais aussi bien les déclencher et se représente parfois sous les traits de la déesse de la beauté égyptienne, Hathor.
- Sekhmet déesse égyptienne de la guerre à la tête de lionne.

## Europe celtique, germanique et nordique
- Andarta (Adraste, Andraste)  est une déesse de la guerre de la mythologie celtique dont l'hypothétique existence n’est toutefois attestée que par des sources de l’époque romaine. C'est une déesse majeure dans le paganisme germanique et nordique où de nombreux contes l’impliquent ou la représentent.
- Brigit est souvent comparée à la Minerve des Romains, avec qui elle partage un certain nombre de fonctions. Elle est la déesse-mère, elle règne sur les arts, la guerre, la magie et la médecine.
- Bodb (Badb ou Badhbh) est une créature féminine surnaturelle, liée à la guerre et aux massacres. Bodb est souvent considérée comme une figure de déesse issue de la mythologie celtique irlandaise.
- Catubodua (Catbodua) est une déesse guerrière de la mythologie celtique gauloise, dont le nom signifie « corneille (bodu) de combat (catu)». Elle ne nous est connue que par une seule inscription, datant de la période gallo-romaine, retrouvée à Ley, commune de Mieussy, en Haute-Savoie (région Rhône-Alpes). Elle semble avoir été un équivalent gaulois de la déesse irlandaise Bodb.
- Épona, déesse associée au cheval, qui est l'animal emblème de l'aristocratie militaire, et de la sagesse.
- Freyja est considérée comme la première parmi les Valkyries. Elle est donc associée à la guerre, la bataille et la mort. C'est une déesse majeure dans le paganisme germanique, et nordique, où de nombreux contes l’impliquent ou la représentent.
- Harimella (Dea Harimella) est une déesse germanique ou germano-celte de la guerre[2],[3]. Ce nom a été retrouvé sur une stèle votive découverte dans les ruines d'un fort romainii près de la ville écossaise de Birrens.
- Morrigan  (Morrigu, Macha) présente sur les champs de bataille sous la forme d’un corbeau.
- Medb, déesse de la puissance, de la force guerrière comme sexuelle.
- Nemain (Nemhain), dans la mythologie celtique irlandaise, est une déesse guerrière, qui apparaît notamment dans le récit mythique de la Rafle des vaches de Cooley.
- Nemetona déesse de la guerre et des sanctuaires, de la volonté et de la vitalité.

## Amérique
- Itzpapalotl est dans la mythologie aztèque, une déesse guerrière redoutable et squelettique qui a régné sur le paradis de Tamoanchan.